# آلفرد ویلهلم فولکمان
آلفرد ویلهلم فولکمان (انگلیسی: Alfred Wilhelm Volkmann; ۱ ژوئیهٔ ۱۸۰۱ – ۲۱ آوریل ۱۸۷۷) فیزیولوژیست، کالبدشناس، استاد دانشگاه، و پزشک آلمانی بود. تخصص او در مطالعهٔ دستگاه عصبی و سامانهٔ بینایی بود.

## زندگی‌نامه
آلفرد ویلهلم فولکمان در لایپزیگ به دنیا آمد و در سال ۱۸۲۱ در رشتهٔ پزشکی در همان‌جا نام‌نویسی کرد. او همراه با گوستاو تئودور فخنر، که در ۱۸۲۲ مدرک پزشکی گرفت، و رودلف هرمان لوتسه (۱۸۱۷–۱۸۸۱)، گروهی فکری کوچک را تشکیل دادند که تا سال ۱۸۳۷، زمانی که فولکمان استاد دانشگاه تارتو (امروزه تارتو) شد، ادامه داشت.
او در سال ۱۸۲۶ دکترای خود را گرفت و در سال ۱۸۲۸ به عنوان پریاتدوزنت در دانشگاه لایپزیگ پذیرفته شد. در آنجا در سال ۱۸۳۴ استاد فوق‌العادهٔ زوتومی شد. در سال ۱۸۳۷ به دورپات رفت و استاد فیزیولوژی، آسیب‌شناسی و نشانه‌شناسی شد. با این حال، اقامت او در دورپات کوتاه بود و در سال ۱۸۴۳ به دانشگاه مارتین لوتر هاله-ویتنبرگ رفت.
پس از نقل مکان به هاله، فولکمان به گوستاو تئودور فخنر، که شوهر خواهرش کلارا فخنر بود، در انجام آزمایش‌هایی که مبنای کتاب مهم عناصر روان‌فیزیک شدند، کمک کرد. (دختر فولکمان، آنا آن‌شوتس، بعدها به‌عنوان سوژهٔ آزمایش‌های فخنر استفاده شد)
در سال ۱۸۵۴ فولکمان آموزش کالبدشناسی را نیز برعهده گرفت و این کار را تا سال ۱۸۷۲، زمانی که تدریس فیزیولوژی به یولیوس برنشتاین واگذار شد، ادامه داد.
خانهٔ فولکمان در هاله یکی از کانون‌های زندگی اجتماعی شهر بود. از جمله دوستان او می‌توان به نقاشانی چون ویلهلم فون کوگلگن، فریدریش پرلر پدر و لودویگ ریشر، و موسیقی‌دانانی چون روبرت فرانتس، کلارا شومان و روبرت شومان اشاره کرد.
او در سال ۱۸۷۲، پس از پنجاهمین سالگرد دکترایش، به‌طور کامل از فعالیت‌های دانشگاهی بازنشسته شد.
فولکمان در شهر هاله درگذشت.

## پژوهش
امروزه فولکمان بیشتر به خاطر پژوهش‌هایش در زمینهٔ فیزیولوژی دستگاه عصبی و اپتیک فیزیولوژیک شناخته می‌شود.
در سال ۱۸۴۲، او نشان داد که دستگاه عصبی خودمختار عمدتاً از رشته‌های میلین‌دار تشکیل شده است که از گره‌های عصبی سمپاتیک و نخاعی منشأ می‌گیرند.
او همچنین ویژگی‌های گوناگونی از کالبدشناسی درشت را شرح داده و شناسایی کرد، از جمله مجرای فولکمان.
اهمیت دیگر کارهای او در مشارکتش در روان‌فیزیک و پژوهش‌های ادراک است. فخنر روش کلاسیک میانگین خطا را (که پیشتر در اخترشناسی به کار می‌رفت) با همکاری فولکمان در روان‌شناسی توسعه داد.
در رساله‌ای در سال ۱۸۶۴، فولکمان قانون وبر–فخنر را مطالعه کرد و نشان داد که آستانهٔ تشخیص فاصله با افزایش فاصلهٔ مرجع بیشتر می‌شود. این یکی از نخستین شواهد از قانون وبر در حوزهٔ بینایی بود.
داده‌های گستردهٔ آزمایشگاهی او در همان کتاب مبنای اصلی نظریهٔ اوالد هرینگ دربارهٔ فرابصری در سال ۱۸۹۹ شد.
از نظر فلسفی، فولکمان یک مسیحی انجیلی بود که با ماده‌باوری مخالفت می‌کرد و سخنرانی‌هایی علیه فرضیهٔ مادی بودن رابطهٔ ذهن و بدن ایراد می‌کرد.

## خانواده
ریشارد فون فولکمان، پسر او، جراح برجسته‌ای شد.

## آثار
- کالبدشناسی جانوران (۱۸۳۱–۱۸۳۳)
- استقلال سامانهٔ عصبی سمپاتیک (۱۸۴۲)
- کشسانی عضلات (۱۸۵۶)
- پژوهش‌های فیزیولوژیک در زمینهٔ اپتیک (۱۸۶۳)[۵] ترجمهٔ جزئی توسط اشتراسبورگر و روز